# Правда (газета)
«Пра́вда» — советская и российская газета левого толка, основанная лидером РСДРП (б) В. И. Лениным в 1912 году. До 1991 года — основное ежедневное печатное средство массовой информации КПСС и наиболее влиятельное издание в СССР. После запрета КПСС — центральный орган КПРФ, выходит трижды в неделю.

## Создание газеты

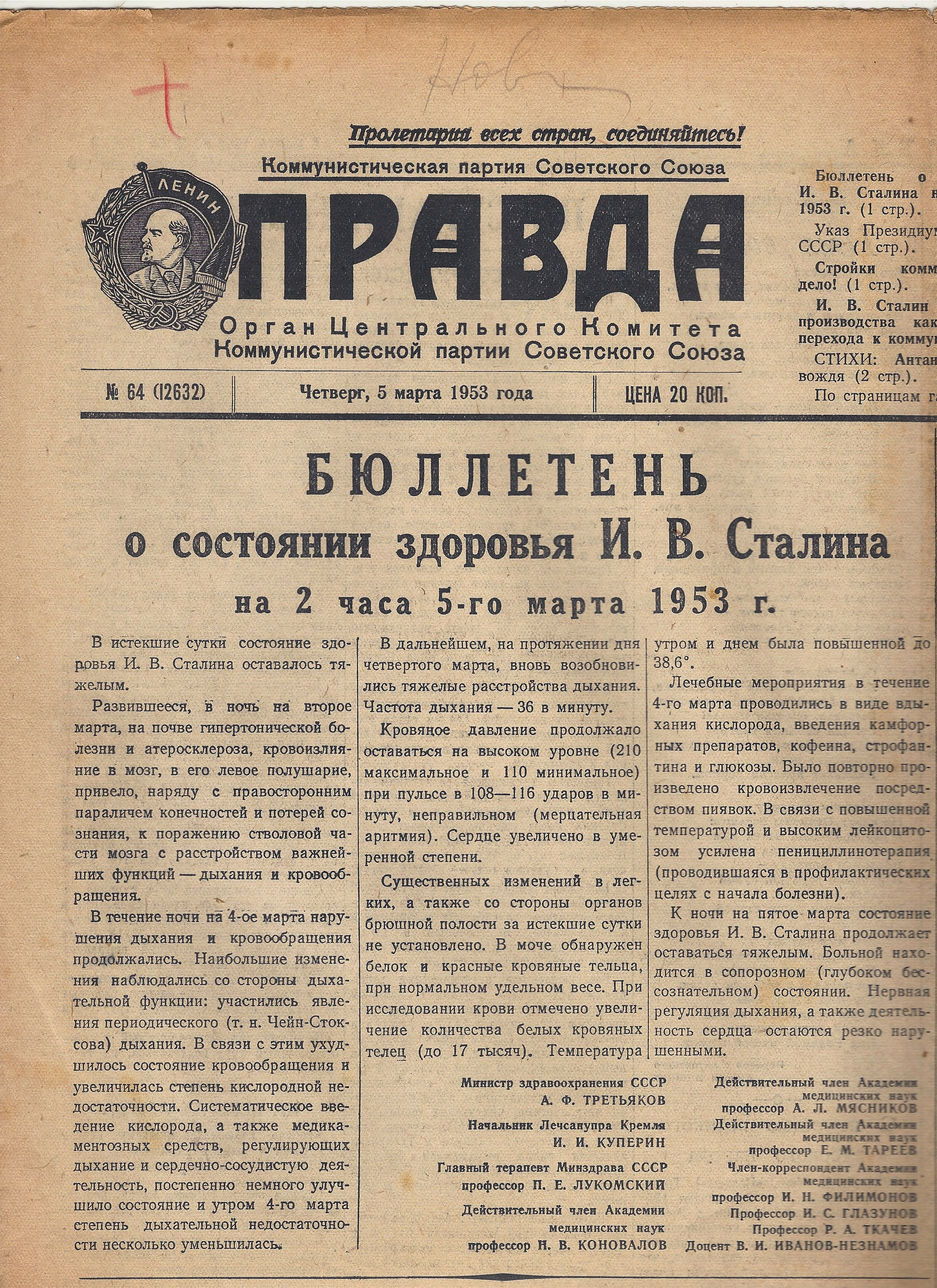
Номер «Правды» от 5 марта 1953 года

Первая «Правда» появилась в 1903 году как литературно-публицистический журнал, издаваемый Валентином Алексеевичем Кожевниковым — инженером-путейцем и искусствоведом. Журнал позиционировал себя как ежемесячное издание искусства, литературы и общественной жизни и имел левую направленность, многие его авторы придерживались марксистских взглядов, однако в нём также печаталась литературная проза. В журнале публиковались А. А. Богданов, А. В. Луначарский, И. А. Бунин, Ю. М. Стеклов. При этом, в социал-демократических кругах издание считалось меньшевистским. Из-за цензурных ограничений большинство редакторов покинуло журнал и к 1906 году он фактически прекратил своё существование.
С октября 1908 до апреля 1912 года, сначала во Львове, а затем в Вене издавалась тиражом 3000—4000 популярная социал-демократическая газета «Правда» под редакцией Троцкого, международный отдел которой вёл Иоффе (т. н. «Венская „Правда“»). В 1910 году на короткий срок она фактически стала органом ЦК РСДРП (в состав её редколлегии был введён член ЦК Лев Каменев).
В 1912 году VI Всероссийская (Пражская) конференция РСДРП(б) приняла по инициативе В. И. Ленина решение о выпуске массовой рабочей большевистской ежедневной газеты. Деньги на её издание собирали по заводам и фабрикам среди рабочих. Ленский расстрел ускорил вопрос с выпуском рабочей газеты. Первый номер газеты под названием «Правда» вышел 22 апреля (5 мая) 1912 года, в день рождения Карла Маркса. Тогда «Правда» не была официальным органом ЦК РСДРП (б), таковым считалась нелегальная газета «Социал-демократ», печатавшаяся за границей и ввозившаяся в Россию тайно. Выход газеты с тем же названием вызвал резкие протесты со стороны редакции венской «Правды», в том числе даже с обращением к немецким социалистам в качестве третейских судей, но это ни к чему не привело, и название «Правда» сохранилось за ленинской газетой. «Правда» была задумана как легальное массовое издание. Большевики воспользовались свободой печати, провозглашенной царским манифестом 1905 года.

## Дореволюционный период
Тираж дореволюционной «Правды» составлял от 40 до 60 тысяч экземпляров. В 1912—1914 годах в «Правде» было опубликовано 285 ленинских работ.
Официальным издателем газеты до декабря 1912 был Н. Г. Полетаев, затем А. Е. Бадаев. Литературный отдел в 1912—1914 возглавлял Максим Горький. Секретарём редакции работал В. М. Молотов.
Газета неоднократно закрывалась (первый раз это произошло 3 (16) июля 1913 год; из 356 номеров было конфисковано — 49, оштрафовано — 21), но продолжала выходить под другими названиями: в 1913 году — «Рабочая правда» (13 июля — 1 августа): выпущено 17 номеров, из которых было конфисковано — 12, оштрафовано — 2, «Северная правда» (1 августа — 7 сентября): выпущен 31 номер, из которых было конфисковано — 20, оштрафовано — 3, «Правда труда» (11 сентября — 9 октября): выпущено 52 номера, из которых было конфисковано — 21, оштрафовано — 2, «За правду» (1 октября — 5 декабря), затем — «Пролетарская правда» (7 декабря 1913 — 21 января 1914): выпущено 34 номера, из которых было конфисковано — 13, «Путь правды» (22 января — 21 мая 1914): выпущено 92 номера, «Трудовая правда» (23 мая — 8 июля): выпущено 35 номеров. 8 (21) июля 1914 год, перед началом Первой мировой войны, газета была запрещена окончательно.
В числе постоянных сотрудников, которые приведены в первом номере газеты «Правда» от 22 апреля (5 мая) 1912 года, значатся:
Б. Авилов, Н. Азаров, М. Бакланов, Н. Батурин, Демьян Бедный, В. Брусинин, Эдуард Бельский, Б. Веселовский, А. Виноградов, П. Виноградов, член Госдумы С. Воронин, член Госдумы А. Войлошников, П. Войский, С. Гамышин, Л. Германов, И. Гладнев, М. Горький, Ю. Градов, С. Гусев-Оренбургский, Т. Гневич, Б. Г. Данский, А. Дикий, П. Дневницкий, Илья Дубов, член Госдумы Н. Егоров, К. Еремеев, член Госдумы М. Захаров, Г. Зарим, Г. Зуев, Г. Зиновьев, В. Ильин, Иваши, Ф. Ильин, Б. Иванов, Ю. Каменев, Керженцев, И. Колосов, В. Косицын, П. Курмский, И. Ларский, Г. Лебедев, Роза Люксембург, М. Медведев, В. Невский, М. Ольминский, П. Орловский, Г. Плеханов, член Госдумы Н. Полетаев, Е. Придворов, член Госдумы А. Предкальн, Политикус, член Госдумы И. Покровский, В. Пономарев, И. Попов (Брюссель), Ф. Раскольников, Н. Рожков, А. Рябин, П. Рябовский, Н. Рязанов, Ф. Ротштейн (Лондон), П. Салин (Швейцария), Ю. Стеклов (Париж), член Госдумы Н. Сурков, Н. Топалов, П. Уральский, С. Фрид, В. Фрей, Г. Цыперович, И. Чернышев, Е. Чириков, Н. Чужак, Г. Шапир, В. Шкулев, Штукарь, член Госдумы В. Шурканов, Д. Явон.

## 1917 год. Вопрос о немецком финансировании

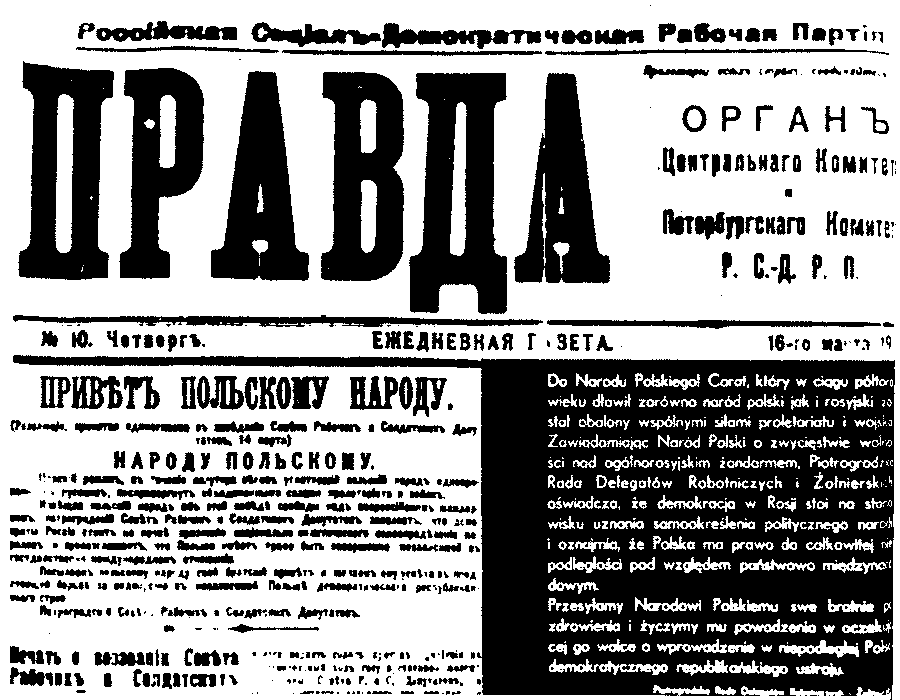
Правда, а

До революции часть тиража печаталась на типографиях норвежского Финнмарка и переправлялась в Архангельск в бочках с сельдью, а затем распространялась на территории России.
После Февральской революции «Правда» стала выходить с 5 (18) марта 1917 год как орган ЦК и Петроградского комитета РСДРП(б). Тираж «Правды» достигал 85-90 тыс. экз. По мнению некоторых учёных, в это время газета активно финансировалась Германией через посредство Парвуса. Статс-секретарь (министр иностранных дел) Германии Кюльман отмечал в письме кайзеру 3 декабря 1917 года: «Лишь тогда, когда большевики стали получать от нас постоянный приток фондов через разные каналы и под разными ярлыками, они стали в состоянии поставить на ноги свой главный орган „Правду“, вести энергичную пропаганду и значительно расширить первоначально узкий базис своей партии». 3 июля статс-секретарь Циммерман с удовлетворением телеграфировал, что «мирная пропаганда Ленина становится всё сильнее и его газета „Правда“ печатается уже в 300 000 экземпляров».
5 (18) июля 1917 года, после антиправительственных выступлений в Петрограде, газета была закрыта и до октября выходила под разными названиями («Листок „Правды“», «Рабочий и солдат», «Пролетарий», «Рабочий», «Рабочий путь»). После Октябрьской революции, 27 октября (9 ноября) 1917 года, газета вновь стала выходить под названием «Правда» как орган ЦК РСДРП(б).

…Один за другим были закрыты пришедшие на смену «Правде» печатные органы нашей партии «Рабочий и Солдат», «Пролетарий» и «Рабочий». Два дня тому назад правительство Керенского решило стереть с лица земли «Рабочий Путь». Но теперь с лица земли стерта власть Керенского, пролетарско-крестьянская революция торжествует. Буржуазно-помещичья контрреволюция отступает в беспорядке. Отныне мы будем продолжать борьбу под старым знаменем «Правды»…— «Под старым знаменем» статья за 27 октября по ст. ст. 1917 г. в «Правде» №170 (101)

## Советское время

«Правда», 18 ноября 1940 года. Фотографии В. Молотова с А. Гитлером и И. Риббентропом во время его визита в Берлин

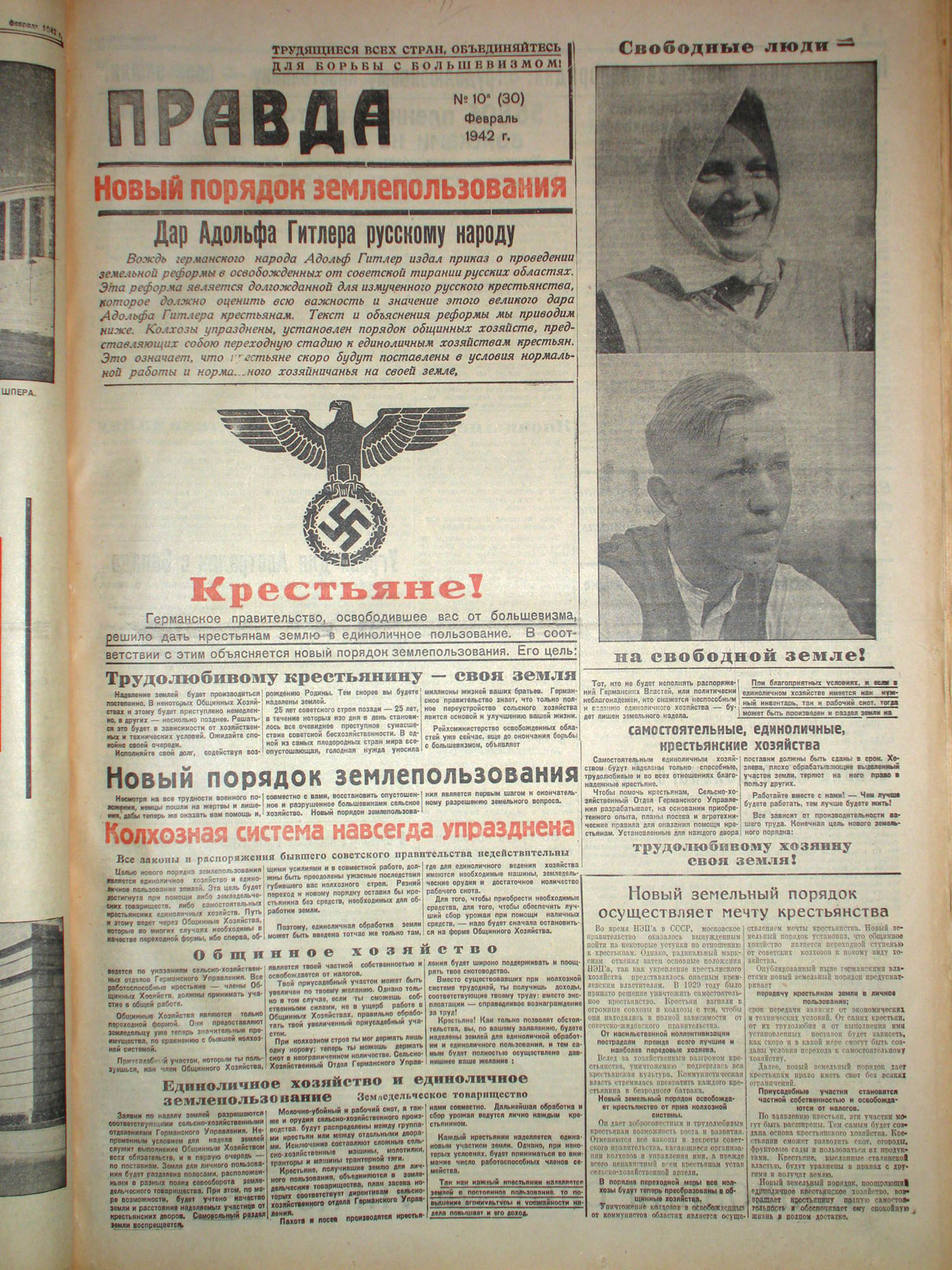
Оккупационная немецкая газета «Правда» являлась копией советской «Правды» и подделывалась под неё

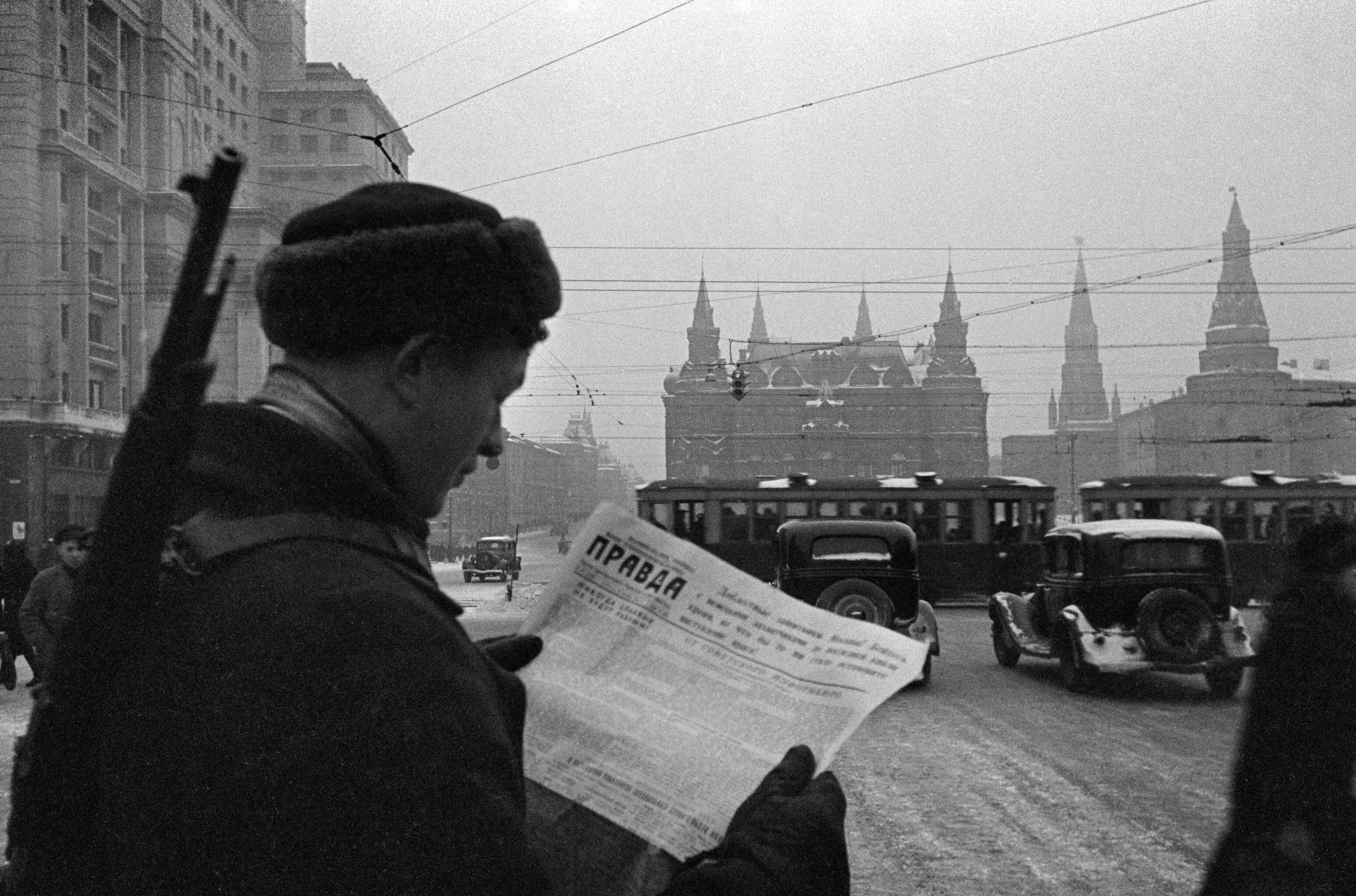
Защитник Москвы с газетой, ноябрь 1941 года, фото А. Гаранина

С ликвидацией в 1918 году некоммунистической прессы, «Правда» стала главной газетой в стране, оттеснив в этом качестве орган Советов — «Известия». День выпуска её первого номера — 5 мая в 1922 (к 10-летнему юбилею) был объявлен «Днём печати».
В мае 1934 года была введена в строй типография газеты «Правда» — крупнейшее полиграфическое газетно-журнальное предприятие, начало строительства которого положено в 1931 году.
Для того, чтобы газета была получена читателями Москвы и Ленинграда в один день, с июня 1931 года между Москвой и Ленинградом заработала авиалиния, которая доставляла в Ленинград матрицы центральных газет, в первую очередь газеты «Правда». Ленинградские самолёты летали практически в любую погоду. Линию обслуживало «почтовое звено» — лучшие лётчики страны. С момента открытия этой линии в доставке политически важной почты участвовал лётчик Л. Г. Краузе. Подобным образом матрицы газет доставлялись и в другие типографии страны.
С развитием технологий надобность в непосредственной доставке матриц в типографии отпала и газета передавалась из Москвы в крупные города СССР по фототелеграфу.
Газета чётко следовала идеологической линии правительства, к примеру — после заключения пакта Молотова — Риббентроппа, газета не только прекратила всякую критику германского правительства, но с её страниц исчезло слово «фашизм», в то же время Англия, Франция и США были объявлены «главными поджигателями войны». 

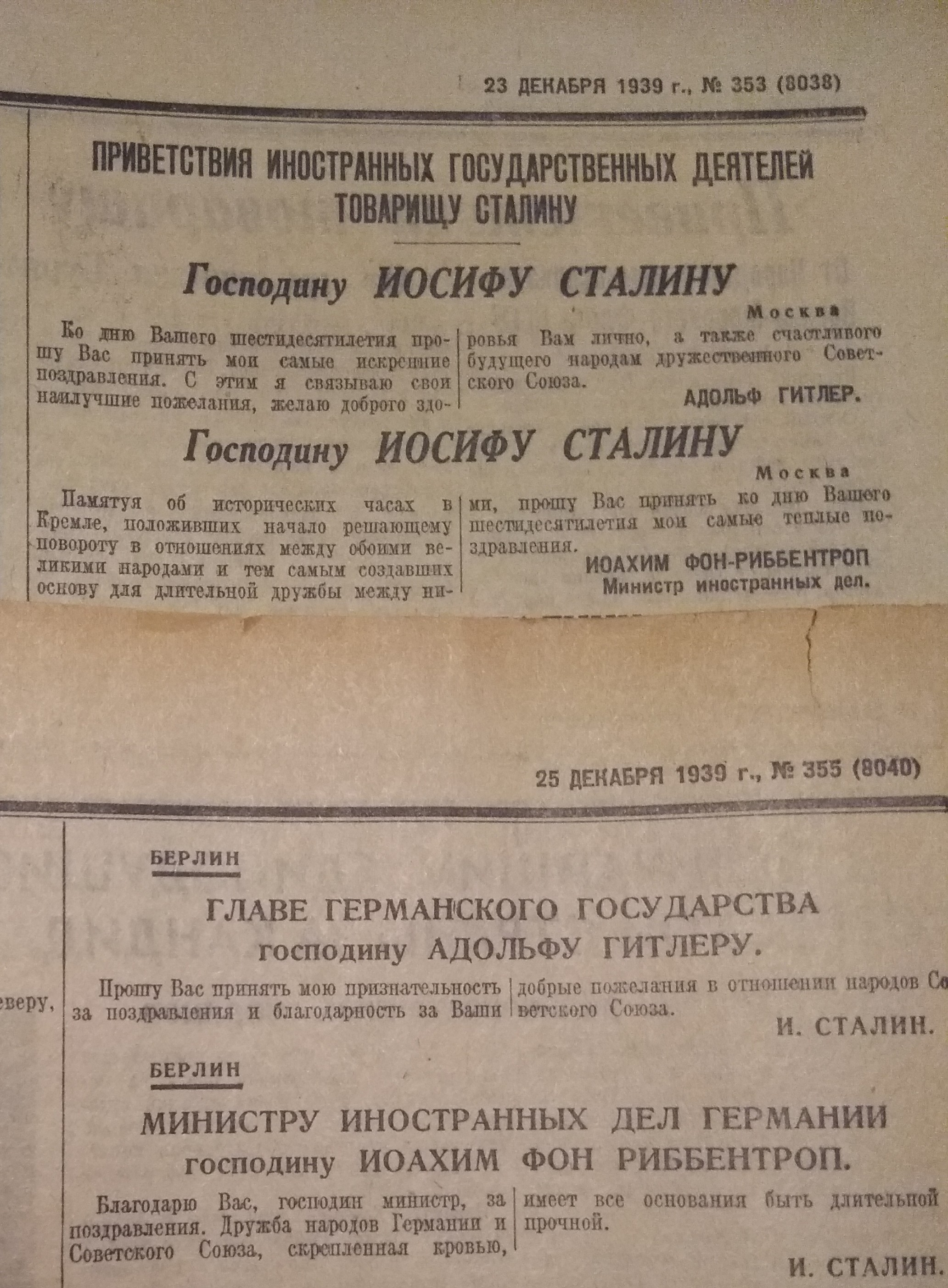
Поздравление Сталину от Гитлера и ответ Сталина Гитлеру

Статьи и фельетоны «Правды» равнялись постановлению правительства или судебному приговору. Вопрос, что печатать в «Правде», а что нет, нередко решался в политбюро. Многие идеологические кампании — стахановское движение, критика Зощенко и Ахматовой, борьба с «безродным космополитизмом», целинная эпопея — начались с публикаций «Правды».
Тираж газеты рос и в 1975 году достиг 10,6 млн экземпляров. В значительной мере это объяснялось обязательностью подписки на партийные издания для членов КПСС. Статьи, очерки и фельетоны, опубликованные в «Правде», были практически приказами (директивами) для исполнения и руководства всеми партийными организациями — всей страной.
В «Правде» публиковались некрологи, с первой страницы читатели узнавали о смерти Ленина, Сталина, Брежнева и других. Также первая страница «Правды» рассказала о Победе СССР в Великой Отечественной войне, о полёте Юрия Гагарина и многих других важных событиях.
С 25 апреля 1972 года газета выходила двумя выпусками, предназначенными для различных регионов СССР с учётом часовых поясов и времени на доставку из ближайшей типографии (например, в Калининскую область из Москвы доставлялся первый выпуск, а в Москву и Московскую область поступал второй). График подписания в печать первого выпуска — 18:00 московского времени, второго — 23:00. Помимо явного указания на последней странице, выпуски маркировались элементами оформления: ромбиком ⬥ в строке с датой и колонтитулах первого выпуска и кружком ● в строке с датой и колонтитулах второго. Отдел газет Российской государственной библиотеки хранит оба варианта газеты по каждому дню.
Выходила ежедневно, хотя остальные советские газеты выходили 6 раз в неделю.
Основной тираж первого и второго выпуска, печатавшийся в Москве, производился в собственной типографии газеты с применением высокой печати, но часть тиража только для Москвы со временем стала печататься офсетным способом, что существенно улучшало качество фотографий.

### Спорт
С 1962 года проводился кросс «Правды», с 1968 года соревнования по лёгкой атлетике на приз газеты «Правда». В 1988 году после закрытия кросса «Правды» начал проводиться Кубок сезона на призы газеты «Правда».

## Постсоветское время
19 августа 1991 года «Правда» была в числе девяти газет, не закрытых постановлением ГКЧП.

22 августа газета в последний раз выходит как «орган ЦК КПСС», в шапке было помещено обращение редакции газеты с осуждением событий в Москве и преобразовании «Правды» в общеполитическую газету КПСС. В тот же день её выпуск был приостановлен указом Б. Н. Ельцина как издания, поддержавшего ГКЧП.

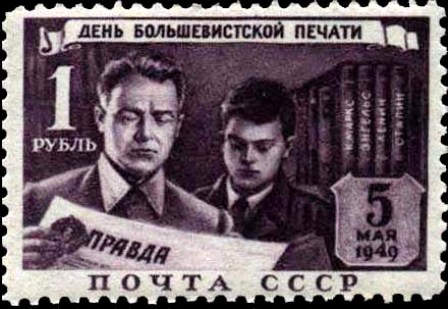
Почтовая марка, 1949 год. День печати — 5 мая. Советская периодическая печать. За чтением «Правды»

В сентябре 1991 года газета возобновляет выпуск как «общеполитическая газета», издаваемая трудовым коллективом под руководством главного редактора Геннадия Селезнёва. В то же время редакция лишается большей части своих помещений в редакционном здании на улице «Правды», 24. Несколько этажей здания освобождаются для изданий, учреждённых властями РСФСР, в частности для «Российской газеты» и газеты «Россия». В качестве органа управления газетой наряду с редакцией был создан Общественный совет во главе с Н. И. Рыжковым.
В 1992 году было создано ЗАО «Правда-Интернешнл», и до 1996 года газету финансируют греческие бизнесмены Янникосы. Издание вновь было на короткое время приостановлено Минпечати РФ после событий 4 октября 1993 года. В это время состоялись выборы нового главного редактора (им стал Виктор Линник), и 21 октября издание «Правды» возобновилось[страница не указана 2788 дней]. В то же время часть редакторов советской «Правды» перешла на интернет-ресурс «Правда. Ру». По их словам они сделали это по причине того, что Селезнёв допускал к редактированию газеты «только специальную категорию лиц», в результате чего газета «превратилась в многотиражку партии (КПРФ), где упоминаются только Зюганов и Видьманов» Ресурс «Правда. Ру» продолжает считать себя легитимным преемником советской газеты.
В том же 1994 году произошла ссора редакторского коллектива «Правды» с её владельцем — греческим бизнесменом Яннисом Янникосом. После публичных разбирательств сотрудники, включая главного редактора Виктора Линника, уволились и начали издавать свою «Правду». Янникос, после недолгого перерыва, нанял журналистов, которые стали издавать газету «Правда-5». Между газетами начались судебные тяжбы за ордена, логотип и архивы. 14 мая 1997 года Янникос зарегистрировал ЗАО «Правда», которое сменило в числе учредителей газеты его же фирму Steelite Holdings Ltd. В результате состоялся суд, который признал право на название «Правда» за коллективом Линника.
С апреля 1997 года газета стала выходить в качестве органа КПРФ под руководством главного редактора Александра Ильина, что было подтверждено специальным постановлением IV съезда КПРФ. Вплоть до 2003 года выходило несколько газет с названием «Правда», периодически шли судебные разбирательства по вопросу использования товарного знака.
«Правду» часто называли «Красная „Правда“» или «Правда-КПРФ» (из-за строчки под заголовком газеты: «Коммунистическая партия Российской Федерации» и красного логотипа издания).
Тираж в июне 2010 года — 100,3 тыс. экз.
5 мая 2012 года в Колонном зале Дома союзов «Правда» отметила 100-летний юбилей. На торжественном вечере, где присутствовали сотрудники и ветераны газеты, а также eё читатели и партийные активисты, представители зарубежной коммунистической печати, выступил Геннадий Зюганов. Поздравительные телеграммы правдистам прислали Президент РФ Дмитрий Медведев и президент Белоруссии Александр Лукашенко.

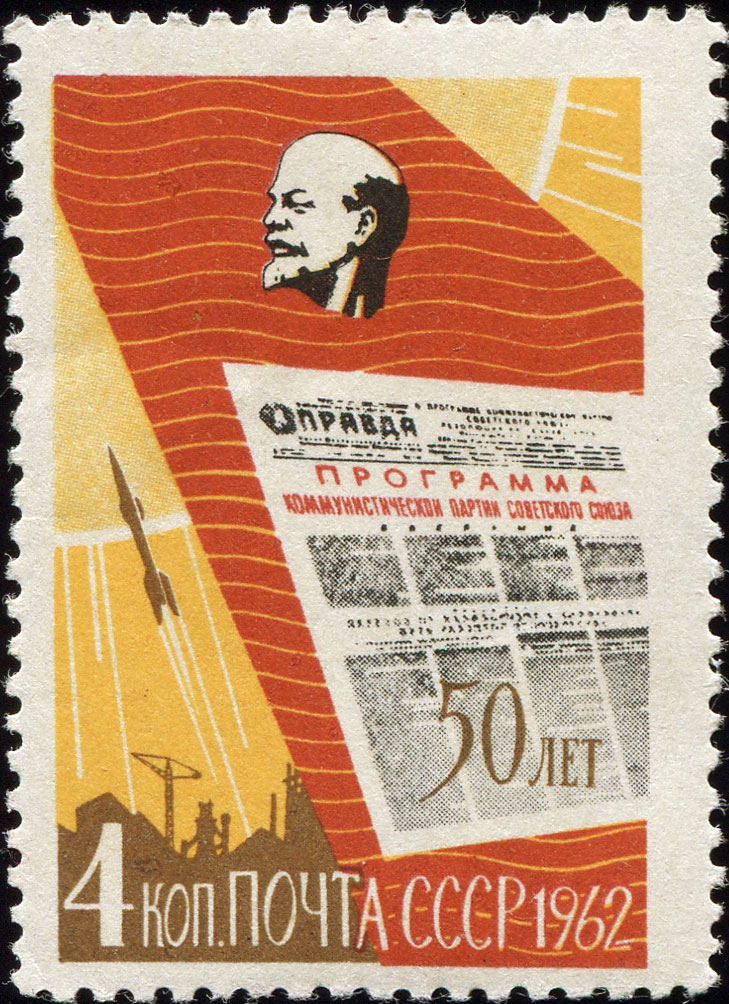
Почтовая марка СССР, 1962 год. 50 лет газете «Правда». Панно с портретом В. И. Ленина.

Американская компания East View Information Services (EVIS) перевела в электронную форму архив выпусков газеты «Правда». Архив доступен бесплатно из читальных залов многих российских библиотек, некоторые из них предоставляют авторизованным читателям удалённый доступ к нему.
24 февраля 2013 г. XV Съезд КПРФ принял новую редакцию Устава партии, в преамбуле которого записано, что газета «Правда» является официальным печатным органом Коммунистической партии Российской Федерации.
Также в КПРФ выпускается «Информационный бюллетень „Правда“», обычно его периодичность составляет 1 раз в месяц, общий тираж бюллетеня достигает миллиона экземпляров. Бюллетень печатается в разных регионах, это всего 1 лист обычной «Правды», обычно в нём много фотографий, так как чаще всего он цветной. Такой бюллетень распространяется активистами КПРФ и ЛКСМ РФ бесплатно.
В сентябре 2013 года в российских СМИ появилась информация о том, что сенатор-республиканец Джон Маккейн собирается опубликовать в «Правде» КПРФ свой ответ Владимиру Путину по ситуации в Сирии. Однако лидер КПРФ Г. Зюганов ответил, что печатный орган КПРФ предоставит сенатору слово только в том случае, если тот выступит на страницах коммунистической газеты с мирными инициативами, а не с пропагандой войны. Как выяснилось впоследствии, Маккейн опубликовал свой ответ не в «Правде» КПРФ, а в интернет-ресурсе «Правда.ру», не имеющем никакого отношения к «Правде» КПРФ.

## Награды
- Орден Ленина (1945)
- Орден Ленина (04.05.1962) — в связи с 50-летием газеты «Правда», основанной В. И. Лениным и отмечая ее выдающиеся заслуги в революционном движении, борьбе за победу социализма и коммунизма, пропаганде и претворении в жизнь великого марксистско-ленинского учения, в коммунистическом воспитании трудящихся
- Орден Октябрьской революции (1972)
- Премия Золотой Меркурий[38]

## Главные редакторы
- М. Е. Егоров (с 1912)[39]

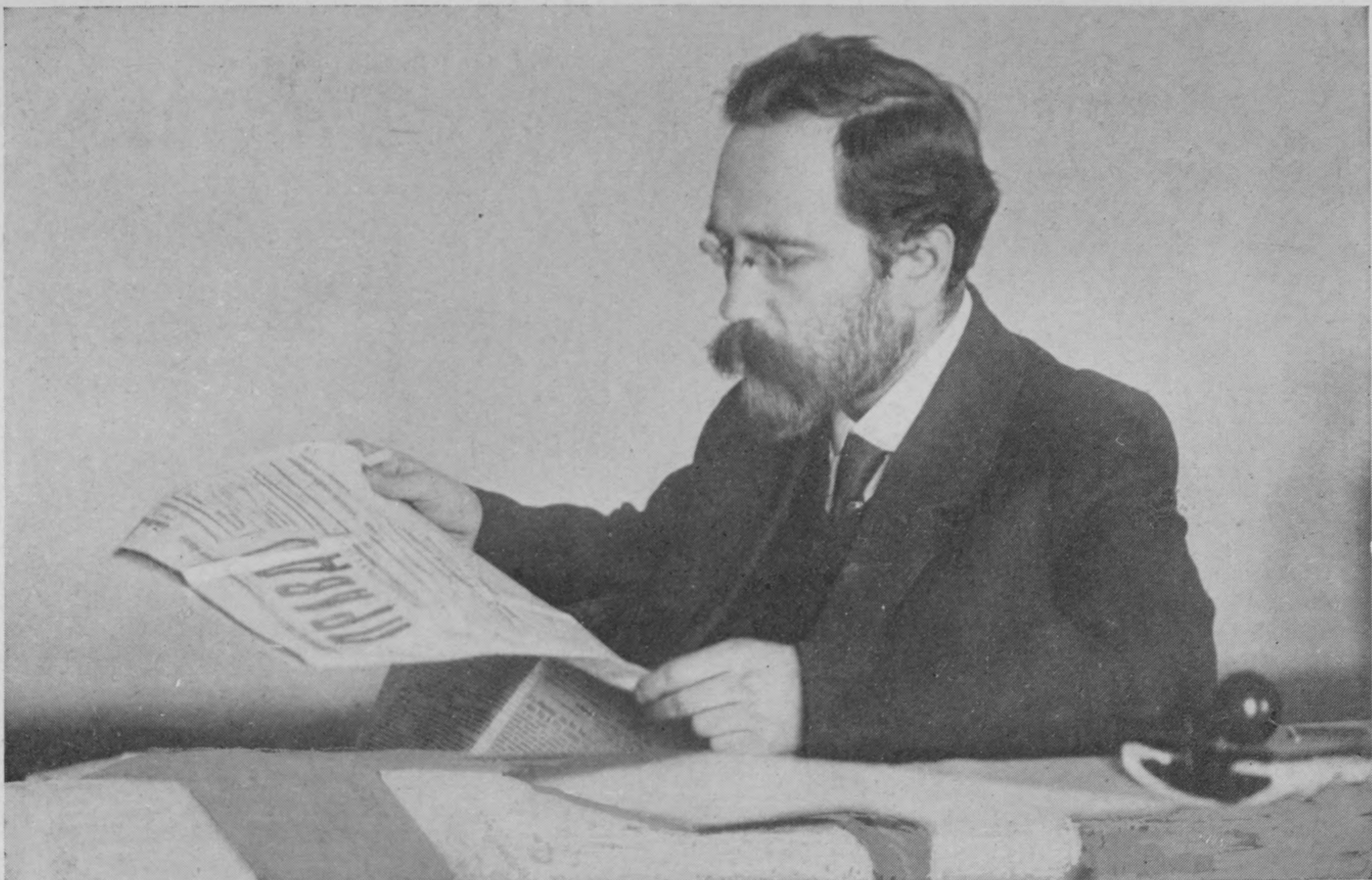
Л. Б. Каменев за чтением «Правды». 1920-е годы

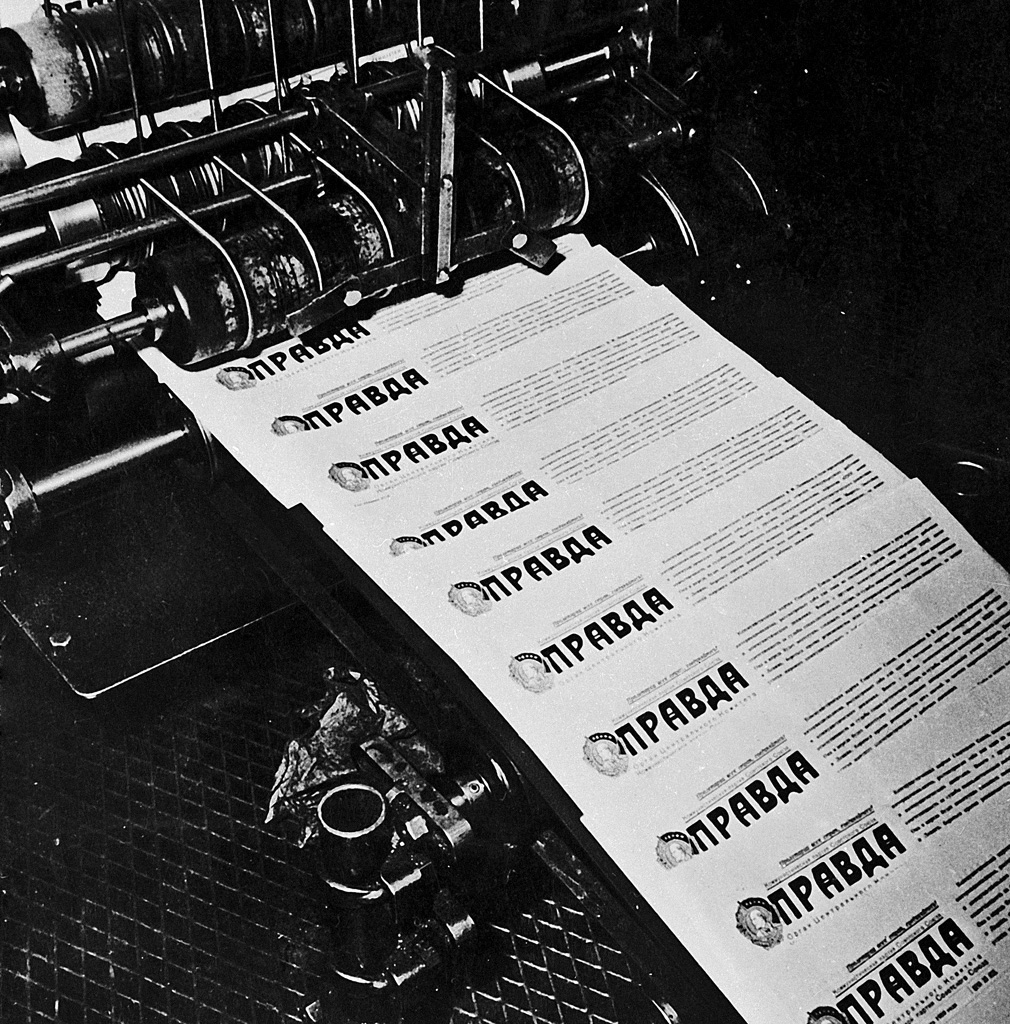
Выпуск газеты «Правда» в конце 1950-х годов

- П. Г. Жибаров, Ф. П. Сабуров, К. П. Михайлов, Н. А. Клериков, В. А. Шелгунов, М. Д. Шумилов (1912—1914)[40]
- Редколлегия: К. С. Еремеев, М. И. Калинин, В. М. Молотов, М. С. Ольминский, И. В. Сталин, М. И. Ульянова, Л. Б. Каменев, М. К. Муранов, В. И. Ленин, Г. Я. Сокольников (март-декабрь 1917)
- Бухарин, Николай Иванович (декабрь 1917—1929)
- Бюро редколлегии: Г. И. Крумин, Н. Н. Попов, Е. М. Ярославский (1929—1930)[41]
- Савельев, Максимилиан Александрович (1930)
- Мехлис, Лев Захарович (1930—1937)
- Никитин, Александр Ефимович (1937—1938)
- Поспелов, Пётр Николаевич (1940—1949)
- Суслов, Михаил Андреевич (1949—1951)
- Ильичёв, Леонид Фёдорович (1951—1952)
- Шепилов, Дмитрий Трофимович (1952—1956)
- Сатюков, Павел Алексеевич (1956—1964)
- Румянцев, Алексей Матвеевич (1964—1965)
- Зимянин, Михаил Васильевич (1965—1976)
- Афанасьев, Виктор Григорьевич (1976—1989)
- Фролов, Иван Тимофеевич (1989—1991)

### Главные редакторы после распада СССР

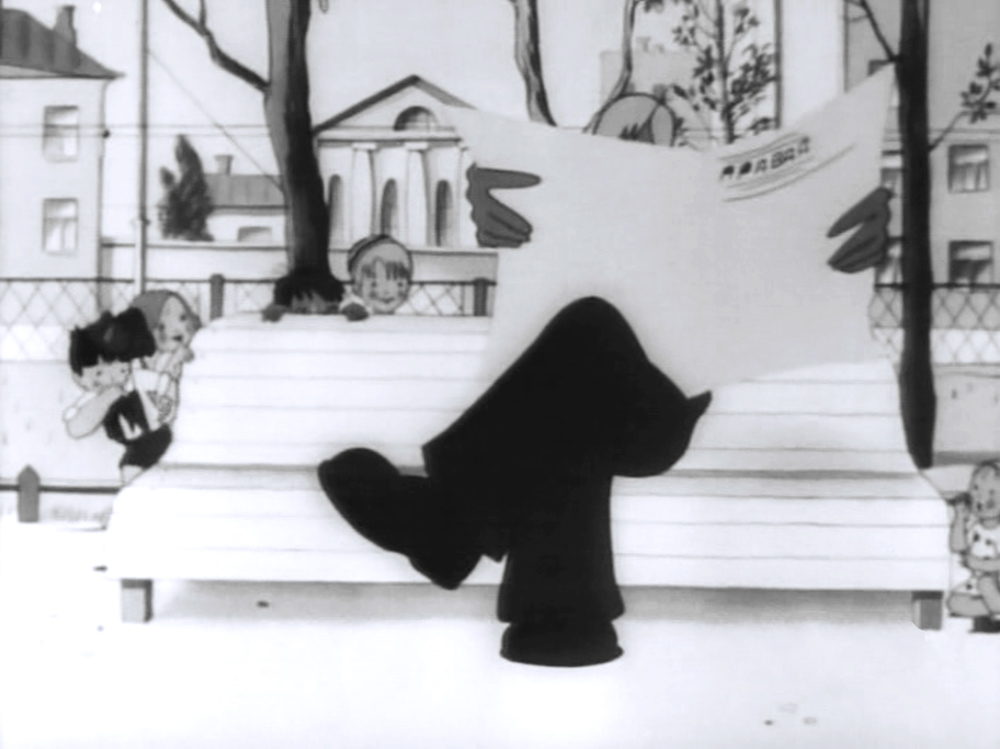
Кадр из мультфильма «Дядя Стёпа» 1939 года

- Селезнёв, Геннадий Николаевич (август 1991 — октябрь 1993)
- Линник, Виктор Алексеевич (октябрь 1993 — февраль 1994)
- Ильин, Александр Алексеевич (1994—2003)
- Никифорова, Валентина Николаевна (2003—2005) — исполняющая обязанности
- Шурчанов, Валентин Сергеевич (2005—2009)
- Комоцкий, Борис Олегович (с 2009)

## Известные журналисты
В праздничном номере 5 мая 2012 года, выпущенном к 100-летнему юбилею газеты, перечислены журналисты и авторы «Правды», оставившие след в истории газеты. Известные журналисты «Правды» указаны также в поздравлении Союза журналистов Москвы к 100-летнему юбилею газеты.
- Кольцов, Михаил Ефимович
- Ефимов, Борис Ефимович
- Примаков, Евгений Максимович[48]
- Нюренберг, Амшей Маркович
- Заславский, Давид Иосифович
- Жуков, Юрий Александрович
- Кожемяко, Виктор Стефанович
- Кривомазов, Николай Павлович (1947—2012)[49]
- Миронов, Борис Сергеевич[50]
- Латышев, Игорь Александрович
- Ткаченко, Вера Макаровна
- Широков, Виктор Степанович (1941—2012)[49]
- Ряшин, Владимир Фёдорович
- Шелков, Владимир Леонидович[51]
- Овчаренко, Георгий Семёнович
- Баранов, Анатолий Юрьевич
- Трушков, Виктор Васильевич
- Славин, Борис Фёдорович
- Свистунов, Сергей Орестович
- Спехов, Евгений Васильевич (1933—2014)[52]
- Ленский, Игорь Леонидович[53]
- Кожанов, Николай Михайлович[42][43]
- Кавтарадзе, Сергей Иванович
- Овчинников, Всеволод Владимирович[54]
- Демченко, Павел Епифанович
- Чертков, Владимир Ефимович
- Лебедев, Лев Георгиевич
- Снегирёв, Владимир Николаевич
- Батыгин, Александр Иванович
- Гайдар, Тимур Аркадьевич
- Сомов, Владимир Александрович
- Томас Колесниченко
- Капралов, Георгий Александрович